# Belgium címere

Belgium címere

Belgium címere Belgium egyik állami jelképe.

## Története
A címert 1837. május 17-én fogadták el.

## Leírása
Egy fekete színű pajzs, amelyen egy aranyszínű ágaskodó oroszlán látható vörös nyelvvel és karmokkal. A pajzsot sisak és korona fedi, a sisakdísz fekete és aranyszínű, a pajzsot két oroszlán tartja. Alul vörös szalagon aranyszínű betűkkel az ország mottója olvasható: Az egység erőssé tesz ("L'union Fait La Force.")

## A kisebb címer

A kisebb címert a belga szövetségi kormányzat használja. 